# 스랭

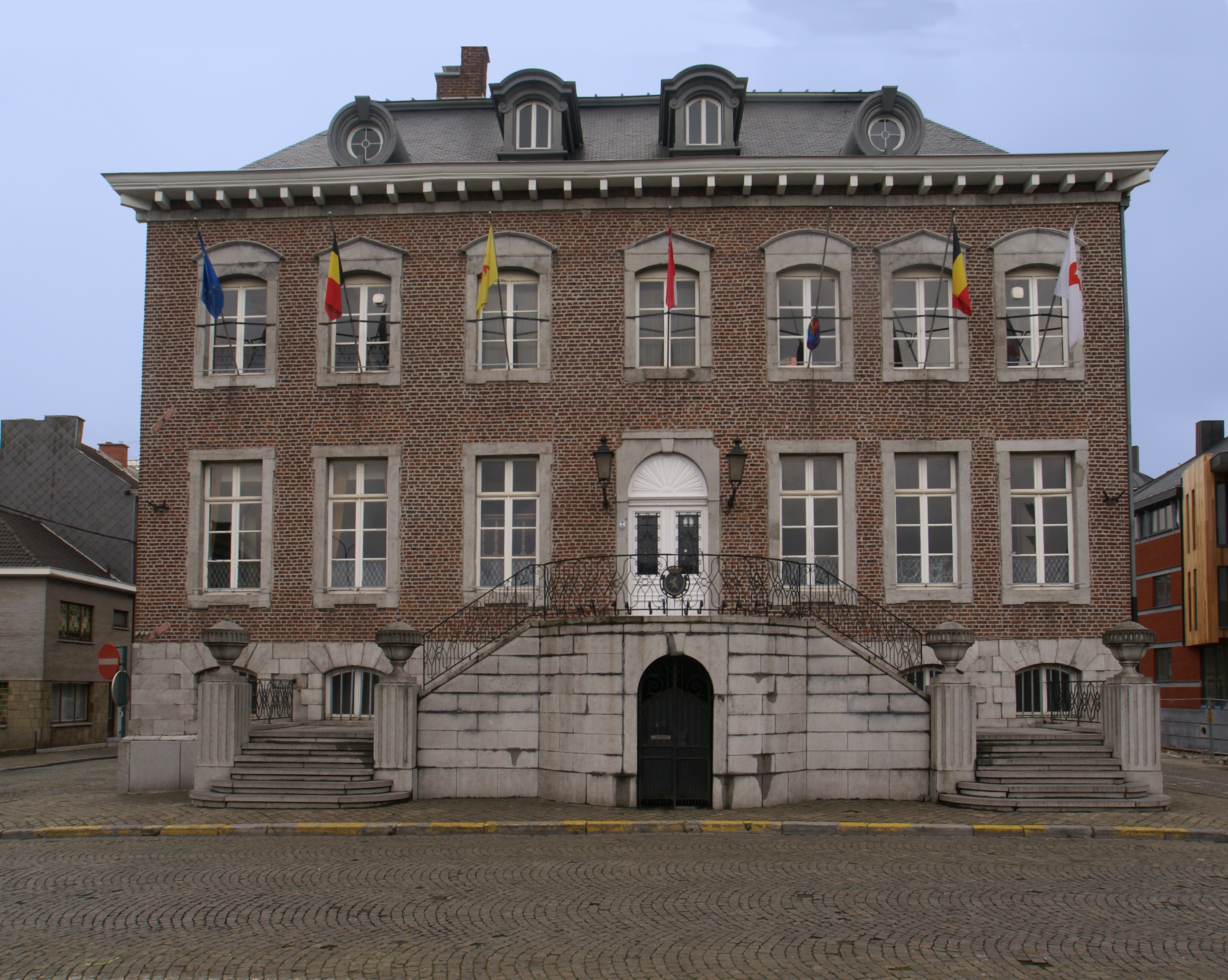
스랭

스랭의 위치

스랭(프랑스어: Seraing, 프랑스어 발음: [səʁɛ̃] ( 듣기))은 벨기에 왈롱 리에주주에 위치한 도시로 면적은 35.34km2, 인구는 63,575명(2013년 1월 1일 기준), 인구 밀도는 1,800명/km2이다.

시기
시 문장